# Марразеш
Марразеш (порт. Marrazes)  —  район (фрегезия) в Португалии,  входит в округ Лейрия. Является составной частью муниципалитета  Лейрия. По старому административному делению входил в провинцию Бейра-Литорал. Входит в экономико-статистический  субрегион Пиньял-Литорал, который входит в Центральный регион. Население составляет 20 444 человека на 2001 год. Занимает площадь 18,90 км².